# Henry Mavrodin
Henry Mavrodin (Bucarest, 31 luglio 1937 – 17 maggio 2022) è stato un pittore rumeno naturalizzato italiano.

## Biografia
Nel 1957, diplomatosi al liceo artistico di Bucarest, fu ammesso all'Accademia di Belle Arti della capitale rumena, che concluse nel 1963. Rappresentò la Romania alla XXXV Esposizione Biennale Internazionale d'Arte di Venezia e rimase in Italia, dove ricevette la cittadinanza nel 1982.
Dal 1991 al 2000 insegnò disegno e pittura all'Università Nazionale d'Arte di Bucarest  dal 2002 all'Università Nazionale di Teatro e Film della stessa città.

## Pubblicazioni
- 1992 L'antica legge di Lavoisier, edizione bilingua romeno-italiano, Aspasia, Bologna, Italia.
- 1996 Saggio sul disegno, Aspasia, Bologna, Italia.
- 1997-1999 una serie di articoli nella Rivista di filosofia, Accademia Romena.
- 2000 Glaocon ossia il prestigio dell'artista nella Città Ideale, Paidea, Bucarest.

## Mostre

### Mostre personali
- 1971-1975 varie mostre in gallerie private italiane.
- 1975 Retrospettiva del Centro Pordenone.
- 1989 20 anni di pittura in Italia, Castello di Bazzano, Italia[3].
- 1998 Museo Nazionale d'Arte della Romania (MNAR), Bucarest.
- 1999 Museo Morandi, Sala d'Ercole, Bologna, Italia.
- 2005 Moderna Museet, Stockholm, mostra della donazione H. Mavrodin al Museo d'Arte Contemporanea, Stockholm, Svezia.
- 2009 Esposizione di oggetto, Sala Teodor Pallady, Biblioteca dell'Accademia Romena, Bucarest, Romania.

### Mostre di gruppo
- 1967 Mostra commemorativa Coloquio internazionale C. Brancusi Bucarest, Romania.
- 1969-1970 partecipa alle varie mostre internazionali.
- 1970 Galleria Apollo Bucarest.
- 1970 XXXV Mostra Biennale Internazionale d'Arte di Venezia.
- 1974 rappresenta l'Italia alla prima mostra internazionale del vetro di Bruxelles, Belgio.
- 1977 la XX Mostra Quadriennale d'Arte din Roma, Italia.
- 1996 Il Centenario di Tristan Tzara, Sala Dalles, Bucarest.
- 1996 L'arte degli anni '90, una Bisanzio Latina, Galleria Bramante, Roma, Italia.
- 1998 Bucarest 2000 – Budapest, Budapest, Ungheria.
- 1999 Mostra organizzata del Ministero della Cultura della Romania assieme al Consiglio Europeo Sala Kalinderu, Bucarest.
- 2002 Opere del 900 Galleria Regionale d'Arte Contemporanea, Luigi Spazzapan di Gradisca D'Isonzo, Gorizia, Italia.

## Premi e riconoscimenti
- 1967 I Premio per artisti giovani (U.A.P., Bucarest)
- 1968 I Premio e medaglia d'oro al Salone Internazionale del libro, edizione 1968, Bucarest.
- 1968 III Premio nazionale per la pittura (U.A.P., Bucarest)
- 1969 premio del Padiglione Romeno al I Festival Internazionale di Pittura di Cagnes-sur-Mer, Francia.
- 2005 L'Ordine Stella della Solidarietà Italiana, col titolo di Commendatore conferito dal Presidente della Repubblica Italiana Carlo Azeglio Ciampi.
- 2015 Gran Premio (U.A.P., Bucarest)[4]
- 2019 L'Ordine Nazionale "Servizio fedele" nel grado di cavaliere, conferito dal Presidente della Repubblica di Romania Klaus Werner Iohannis [5]